# Elverum Fotball
L'Elverum Fotball è una società calcistica norvegese con sede nella città di Elverum. Milita nella 3. divisjon, quarto livello del campionato norvegese. Il club fu fondato nel 1907 e gioca le proprie partite casalinghe al Sentralidrettsplassen.

## Storia
Il club fu fondato il 30 giugno 1907. Giocò per molti anni nella 2. divisjon, ma nel 1995 centrò la promozione nella 1. divisjon, retrocedendo dopo una sola stagione. Negli anni successivi, l'Elverum finì anche nella 3. divisjon, dove giocò dal 2005 al 2010, quando riconquistò un posto nella 2. divisjon. Nel 2012, vinse il proprio girone della 2. divisjon e conquistò così la promozione.

## Palmarès

### Competizioni nazionali
- 2. divisjon: 2

2012 (gruppo 1), 2016 (gruppo 2)
- 3. divisjon: 1

2010

### Altri piazzamenti
- 2. divisjon:

Secondo posto: 2015 (gruppo 4)
Terzo posto: 2014 (gruppo 2)

## Rosa
Rosa aggiornata al 14 marzo 2018.
| N. |                     | Ruolo | Calciatore              |
| -- | ------------------- | ----- | ----------------------- |
| 1  | Norvegia (bandiera) | P     | Vegar Granvold Berntsen |
| 2  | Norvegia (bandiera) | D     | Emil Hatten Egnerbakk   |
| 4  | Norvegia (bandiera) | D     | Andreas Østeraas        |
| 5  | Norvegia (bandiera) | C     | Stian Lund              |
| 6  | Norvegia (bandiera) | A     | Kristian Eriksen        |
| 7  | Norvegia (bandiera) | A     | Erik Nordengen          |
| 8  | Norvegia (bandiera) | D     | Håkon Rønes             |
| 9  | Norvegia (bandiera) | C     | Jonas Enkerud           |
| 10 | Norvegia (bandiera) | A     | Georg Flatgård          |
| 11 | Norvegia (bandiera) | D     | Ulrik Gaare Balstad     |
| 13 | Norvegia (bandiera) | C     | Strahinja Latkovic      |

| N. |                     | Ruolo | Calciatore            |
| -- | ------------------- | ----- | --------------------- |
| 15 | Norvegia (bandiera) | A     | Erlend Eggen Persgård |
| 16 | Serbia (bandiera)   | C     | Marko Jondić          |
| 17 | Norvegia (bandiera) | C     | Eivind Holte Tøråsen  |
| 18 | Norvegia (bandiera) | C     | Farid Rahim           |
| 20 | Egitto (bandiera)   | C     | Sabri Khattab         |
| 22 | Norvegia (bandiera) | P     | Morten Sætra          |
| 23 | Norvegia (bandiera) | C     | Elmahdi Bellhcen      |
| 24 | Norvegia (bandiera) | P     | Emil Holst            |
| 27 | Norvegia (bandiera) | C     | Kristian Eggen        |
| 28 | Norvegia (bandiera) | A     | Elmer Bakke Haagensen |

## Stagioni passate
- 2013